# Буэна-виста
Буэна-виста (Buena Vista Yokuts) — мёртвый йокутский язык, на котором раньше говорили йокуты, которые проживают вокруг озера Буэна-Виста округа Керн штата Калифорния в США.

## Диалекты
Диалектами буэна-виста были туламни и хометвали. Тулохи (тохохай, тохохайи) был похожим диалектом, на котором говорило племя, которое жило среди каналов и лугов реки Керн, где она впадает в озеро Туларе.
Разновидность языка барбареньо находилась под сильным влиянием буэна-виста. Этот язык также назывался эмигдиано, так как он был разговорным в муниципалитете Сан-Эмигдио около озера Буэна-Виста.